# Parler
Parler（/ˈpɑːrlər/）是美国一家於2018年8月推出的另类科技社交網路服務與微部落格，總部位於內華達州亨德森。Parler的主要用户群包括川普的支持者、保守派、陰謀論者、右翼及極右派分子。尽管Parler本身並不是一個極端主義平台，但该平台上的帖子经常包含色情、極右内容、反犹太主义和匿名者Q等阴谋论。
媒体将Parler描述为Twitter和Facebook的替代品，用户包括被主流社交网络禁止或反对其内容管理政策的人，批评其言论自由政策是对其极右翼用户群的一种掩饰。记者和用户还批评该服务的内容政策比该公司所描绘的更加严格，有时甚至比竞争对手的政策更加严格。一些左翼用户因挑战网站上的主流观点、批评Parler或创建讽刺账号而被禁止使用Parler。
截至2021年1月，根据Parler的统计，该平台约有1500万用户。截至2020年12月，平台有230万活跃用户。
因Parler被指控其平台被用来组织2021年冲击美国国会大厦事件后，蘋果和谷歌从其应用商店中下架了Parler、亚马逊云计算服务取消其網頁寄存服務，导致Parler于2021年1月10日被迫下线。网站于2021年2月15日恢复服务。

## 歷史

### 创立Parler
2018年8月，小约翰·马策（John Matze Jr.）和杰瑞德·汤姆森（Jared Thomson）在内华达州亨德森创立Parler
。该公司的名字取自法语单词 ，意为“说话”。
保守派政治评论员丹·邦吉诺（Dan Bongino）表示，他是公司的所有者。
2020年11月，在《华尔街日报》报道保守派投资人丽贝卡·默瑟（Rebekah Mercer）资助了Parler后，默瑟在Parler的帖子中称自己与马策“创办了Parler”，CNN将默瑟列为该公司的联合创始人。马策是公司的首席执行官，汤姆森担任首席技术官。两人都是丹佛大學计算机科学专业的校友，其他一些Parler高级员工也曾在该校就读。

### 成长
2018年推出后，到第二年5月时，Parler增长到了10万用户。2018年12月，保守派活动人士坎迪斯·欧文斯（Candace Owens）的一条推文为Parler带来了其中的4万名用户，这些用户导致Parler的服务器暂时宕机。Parler最初吸引了一些共和黨人士，包括当时的特朗普竞选经理布拉德·帕斯卡尔（Brad Parscale）、犹他州参议员迈克·李（Mike Lee）和特朗普的私人律师魯迪·朱利安尼，以及一些曾被其他社交媒体网络禁止使用其服务的人，如右倾活动家和评论员加文·麦克林斯（Gavin McInnes）、劳拉·卢默（Laura Loomer）和米洛·亚安诺普洛斯（Milo Yiannopoulos）。路透社写道，在2019年6月之前，Parler一直是“主要是美国总统唐纳德·特朗普支持者的家”。马策称，虽然他本意是希望Parler是不分党派的，但在他们开始加入服务时，他们将营销工作的重点放在了保守派身上。
2019年6月，Parler表示，在约20万个来自沙特阿拉伯的账户注册后，其用户群增加了一倍多。这些用户主要是沙特阿拉伯王储穆罕默德·本·薩勒曼的支持者，他们声称在Twitter平台上被审查后迁移。尽管Twitter不承认删除了可能引发外流的沙特用户的帖子，但该公司此前已经停用了数百个支持沙特政府的账户，Twitter曾将这些账户称为推动沙特政府议程的“电子军队”（electronic army）中的“不真实”（inauthentic）账户。大量新账户涌入Parler，造成有时服务中断，导致网站有时无法使用。Parler称这些沙特账号是“沙特阿拉伯王国民族主義运动”的一部分，并鼓励其他用户欢迎他们加入服务。一些沙特用户在推特上发布了“#MAGA”标签和特朗普总统与沙特王室的照片，以讨好服务上支持特朗普和極右翼的用户。沙特账号在现有用户群中的反应不一，虽然有人欢迎沙特用户，但也有人发表了仇视伊斯兰教的言论，还有人表示认为新账号是机器人。
在2020年美國總統選舉期間，Parler的用戶急遽增加，2020年5月，由於推特將總統川普關於郵寄投票的某些推文標記為標示為「誤導」，並將川普關於喬治·佛洛伊德抗議活動的推文標註為「美化暴力」（glorifying violence），引發了川普及其支持者的不滿。Parler發表了以《美國獨立宣言》為藍本的「網際網路獨立宣言」，批評推特審查保守派的行為是「技術暴君」（Tech Tyrant），並開始使用「#Twexit」的主題標籤，鼓勵推特用戶遷移到Parler。

### 被迫停止服务
Parler在唐納德·川普支持者和右翼保守派中特別受歡迎。2021年冲击美国国会大厦事件發生後，谷歌指責Parler上有大量煽動暴力的內容，並將其從谷歌Play商店下架。蘋果公司亦隨後跟進。亞馬遜公司則表示將於2021年1月10日晚上之後不再允許Parler使用亚马逊云计算服务所提供的網路託管服務。
Parler总裁约翰·马茨於2021年1月10日表示，Parler將離線一周，已有不靠亞馬遜的準備，會另建立新的基礎設施，並且表示谷歌、亞馬遜和蘋果對其攻擊，其目的為消減其市場競爭力，他會持續為有關於言論自由和市場的競爭而努力，並且將會採取全面法律行動。
2021年1月17日，约翰·马茨通过福克斯新闻透露Parler将于近期重新上线；18日，Parler得到俄罗斯公司DDoS Guard的帮助能够再次访问，但仅能显示约翰·马茨发布的几条公告。
2021年1月22日，美国地方法院女法官芭芭拉·罗斯坦裁决Parler败诉，法官认为因Parler没有删除违反亚马逊公司服务条款的内容，所以亚马逊有权利拒绝为其提供服务。而且因Parler的一些用户曾发表过煽动性言论，故法院不赞成颁布要求亚马逊恢复对Parler网络托管服务的禁令，并驳回Parler对亚马逊违反反垄断法的指控。

### 重启后
2022年10月17日，Parler母公司宣布肯伊·威斯特将买下Parler，此前威斯特因发表反犹言论被Instagram和Twitter封号。收购交易预计在2022年四季度达成。然而消息公布后不久，Parler不小心泄露了VIP用户的个人资料，超过300个电子邮件遭公开。

## 功能
Parler是提供网站和手机应用的微博服务。平台的名字最初准备按法语发音（/pɑːrleɪ/ PAR-lay）但现在按英语单词“Parlor”（/pɑːrlər/ PAR-ler）读音。Parler曾可在苹果应用商店和谷歌应用商店下载。注册账号的用户能够关注其他用户的账号。与Twitter不同的是，被关注账户的帖子，称为“Parleys”或“Parlays”，按时间顺序向用户展示，而不通过算法选择。Parleys的长度限制在1000个字符以内，用户可以对他们关注的其他用户的帖子进行“投票”或“呼应”，这些功能被比作Twitter的“喜欢”和“转发”功能。平台中还内置了即時通訊功能，允许用户私下联系对方。公众人物验证后在应用上有一个金色的徽章，讽刺账号则会有一个紫色的徽章。凡是在注册时提供政府颁发的带有照片的身份证明来验证身份的用户，会获得一个红色的徽章。Parler将其服务的用户称为Parleyers。
Parler在2020年6月被《福布斯》描述为“像一个简单的Twitter”。同月，《快公司》（Fast Company）写道，Parler“设计和组织得很好”，也注意到了它与Twitter相似的外观。《对话》（The Conversation）描述2020年7月的服务“在外观和功能上与Twitter非常相似，尽管更加笨拙”。CNN曾表示，Parler类似于“Twitter和Instagram的混搭”。
2021年2月15日重新開通後，Android 用戶也可以通過下載apk格式使用，目前尚未開放新用戶註冊功能。

## 外部連結
- 官方网站